# Paramount Miami Worldcenter
Paramount Miami Worldcenter es una torre de condominios de 60 pisos en el complejo Miami Worldcenter, situado en la ciudad de Miami (Estados Unidos). Tiene 569 unidades residenciales con una amplia gama de servicios.

## Historia
La obra costó 500 millones de dólares y comenzó a principios de marzo de 2016, como parte del desarrollo más amplio de Miami Worldcenter. El edificio fue diseñado por el estudio de arquitectura Elkus Manfredi en colaboración con el estudio de diseño de interiores IDDI y el arquitecto paisajista DS Boca. Para el 13 de diciembre de 2017, el edificio había llegado a la mitad del camino, momento en el que la estructura se había vendido en un 70% a compradores de más de 48 nacionalidades. Fue coronado a principios de agosto de 2018, lo cual se celebró con más de 50 banderas que adornan la parte superior de la estructura, que representan las nacionalidades de quienes compraron unidades en el edificio. A fines de julio de 2019, el edificio recibió un certificado de ocupación temporal para unidades hasta el piso 38, lo que permitió a los ocupantes hacer los preparativos y comenzar a mudarse a la estructura. En ese momento, estaba vendido en un 90 %, con compradores de 56 países.